# Ajkaceratops
Ajkaceratops – rodzaj neoceratopsa należący prawdopodobnie do rodziny Bagaceratopidae. Żył w późnej kredzie na terenach Europy. Został opisany w 2010 roku przez Attilę Ősiego i współpracowników w oparciu o szczątki kilku osobników odkryte w datowanych na santon osadach stanowiska Iharkút w węgierskiej formacji Csehbánya. Holotypem są złączone kości przedszczękowe i dziobowe z fragmentami kości szczękowych (MTM V2009.139.1). Oprócz niego odkryto również cztery kości przedzębowe prawdopodobnie należące do przedstawicieli tego samego gatunku. Wieku największego z odnalezionych osobników nie można ustalić z całą pewnością, jednak prawdopodobnie był on dorosły, na co wskazuje złączenie kości dziobowych z przedszczękowymi, kości przedszczękowych ze sobą oraz bardzo silne zakrzywienie kości dziobowych, przedszczękowych i przedzębowych na całej ich długości. Ősi i współpracownicy ocenili jego długość na około 1 m, co dowodzi, że był znacznie mniejszy od prawdopodobnie blisko z nim spokrewnionych i współczesnych mu ceratopsów. Ajkaceratops należy do kladu Coronosauria (obejmującego ostatniego wspólnego przodka protoceratopsa i triceratopsa oraz wszystkich jego potomków), jednak jego dokładna pozycja filogenetyczna pozostaje niejasna – prawdopodobnie jest on najbliżej spokrewniony z ceratopsami z grupy Bagaceratopidae (zdaniem autorów prawdopodobnie parafiletycznej), takimi jak Magnirostris i Bagaceratops, której przedstawiciele znani byli wcześniej jedynie z górnokredowych osadów we wschodniej Azji. Ajkaceratops jest jednym z pierwszych ceratopsów, których szczątki odnaleziono w Europie, a jego odkrycie dowodzi, że ceratopsy co najmniej dwukrotnie niezależnie dotarły do Europy w późnej kredzie. Gatunkiem typowym tego rodzaju jest A. kozmai. Nazwa rodzajowa Ajkaceratops pochodzi od miasta Ajka, w pobliżu którego odkryto szczątki dinozaura, oraz greckiego słowa ceratops, oznaczającego „rogate oblicze”. Nazwa gatunkowa honoruje Károlya Kozmę.